# Greenoidea phyllanthi
Greenoidea phyllanthi är en insektsart som först beskrevs av Green 1905.  Greenoidea phyllanthi ingår i släktet Greenoidea och familjen pansarsköldlöss.
Artens utbredningsområde är Sri Lanka. Inga underarter finns listade i Catalogue of Life.